# Millimètre
Un millimètre (symbole mm ) est une unité de longueur dérivée du mètre. Sa valeur est égale à un millième de mètre.

## Valeur et conversions
Sa valeur est de :
- 1 mm = 10−3 m = 0,001 mètre,

d’où :
- 1 m = 103 mm = 1 000 mm.

## Unités dérivées

### Unité de surface
Un millimètre carré est l'aire d'un carré de 1 mm de côté, soit un millionième de mètre carré.
- 1 mm2 = 10−6 m2 = 0,000 001 m2,
- 1 m2 = 106 mm2 = 1 000 000 mm2.

### Unité de volume
Un millimètre cube est le volume d'un cube de 1 mm d'arête ; il vaut un milliardième de mètre cube, et un millionième de litre :
- 1 mm3 = 10−9 m3 = 0,000 000 001 m3,
- 1 m3 = 109 mm3 = 1 000 000 000 mm3,
- 1 mm3 = 10−6 l = 0,000 001 l,
- 1 l = 106 mm3 = 1 000 000 mm3.

### Unité de pression
Le millimètre de mercure (ou torr), de symbole mmHg, est une unité de pression qui n'appartient pas au Système international. Il fait référence à l'élévation du mercure dans un tube de Torricelli (la pression atmosphérique standard est de 760 mmHg) :
- 1 mmHg = 133 322,368 4 Pa = 1 333,22 mbar.

## Équivalences avec d'autres unités de longueur
Son équivalence avec les unités de mesure anglo-saxonnes est la suivante :
- 1 mm = 0,039 37 pouce
- 1 pouce = 25,4 mm
- 1 mm = 0,003 280 8 pied
- 1 pied = 304,8 mm
- 1 mm = 0,001 093 6 verge
- 1 verge = 914,4 mm

## Utilisation dans des domaines professionnels
En électricité, la section des fils conducteurs est donnée en millimètres carrés. Les professionnels du bâtiment parlent simplement de « carré » : un fil de section 2,5 mm2 sera appelé « du deux-cinq carré » ; on voit par ailleurs le symbole « □ » sur certains appareils ou même sur des devis, par exemple « 6 □ » ou « 6 □ » pour indiquer du fil de 6 mm2.

## Anciennes notations
Dans des ouvrages anciens, on peut trouver les symboles « m/m » et « m/m ».